# Stepa Stepanović
Stepan - Stepa Stepanović (srb. Степа Степановић), srbski general, * 11. marec 1856, Kumodraž, Srbija, † 27. april 1929, Čačak, Srbija.
Proslavil se je kot poveljnik v obeh balkanskih vojnah in na balkanskem bojišču. 
Po zmagi srbske vojske nad avstro-ogrskimi silami v Bitki na Ceru avgusta leta 1914 so ga povzdignili v vojvodo (feldmaršala).
Po zahtevnem umiku srbske vojske preko Albanije na otok Krf (»srbska Golgota«) je sodeloval pri njeni reorganizaciji, s katero je nato prebil solunsko fronto in sodeloval pri dokončni osvoboditvi domovine.
Po njem se imenuje kraj Vojvoda Stepa v Vojvodini.